# Billy the Kid (Lucky Luke)
Pour les articles homonymes, voir Billy the Kid (homonymie).
Billy the Kid est la trente-cinquième histoire de la série Lucky Luke par Morris (dessin) et René Goscinny (scénario). Elle est publiée pour la première fois du no 1210 au no 1231 du journal Spirou. Puis est publiée en album en 1962 en tant que 20e album de la série.
Dans cet album, les auteurs reprennent le personnage de Billy the Kid, bandit notoire, né en 1859 et mort à 21 ans. En fait, ils reprennent surtout son nom et jouent sur son surnom (kid signifie gamin en anglais) pour en faire un personnage de sale gosse. La véritable histoire de Billy the Kid n'est abordée à aucun moment dans l'album.

## Résumé
William Harrington Bonney, le futur Billy the Kid, commence son impressionnante carrière de bandit en braquant sa première diligence à cinq ans. Il deviendra au fil des années, une véritable terreur, aussi bien pour les honnêtes gens que pour les autres criminels.
Billy s'installe dans la ville de Fort Weakling, où il terrorise la population entière, du barman au shérif. Le seul citoyen à vouloir lui résister est Josh Belly, directeur du journal local. Lucky Luke arrive en ville à son tour, étonné que la rue soit aussi déserte. Il rencontre finalement Billy, qui amusé par le courage du cow-boy, l'invite à boire un chocolat chaud au saloon. Luke, après une mauvaise farce du garnement, écrase un gâteau à la figure de ce dernier (ce qui l'amuse encore plus). Prévenu, Belly demande à Lucky Luke de devenir adjoint du shérif, voyant dans le cow-boy un allié de poids pour se débarrasser de Billy. Luke accepte et est nommé adjoint du shérif.
Mais la lutte contre le bandit est plus difficile que prévu. Ses victimes sont tellement terrorisées qu'elles refusent de témoigner contre lui. Le cow-boy réussit cependant à trouver Rawson, l'épicier du village, à qui Billy a volé des caramels rouges. Luke arrête le gamin et convoque un tribunal, espérant que ce délit permettra d'envoyer Billy au bagne. Mais le procès lui-même est une vraie farce et se termine « en queue de poisson » : les membres du jury refusent même de se retirer pour délibérer et déclarent Billy the Kid non-coupable. Celui-ci quitte le tribunal sous les applaudissements du juge, du témoin et des jurés, laissant Lucky Luke en colère et impuissant.
Lucky Luke trouve alors un autre moyen de se débarrasser de Billy the Kid. Avec l'aide de Josh Belly, il fait semblant de se transformer en desperado et commence à terroriser la ville de Fort Weakling, simulant avec des « complices » une attaque de banque et une attaque de diligence. Les citoyens sont si terrifiés qu'ils commencent à manifester pour que Billy the Kid les défende contre Lucky Luke. Complètement désarçonné, Billy propose tout d'abord une alliance avec Luke, qui le rejette avec mépris. Un duel est finalement organisé entre les deux hommes dans la rue principale. Mais le soutien insistant de la population déconcentre complètement Billy qui finit par éclater en sanglots, clamant haut et fort « être un bandit », laissant ainsi le champ libre à Luke pour l'arrêter, et même, lui donner une fessée.
Les citoyens, qui ont compris que Billy the Kid n'était pas si terrible que ça, acceptent enfin de témoigner à son procès. Le hors-la-loi est condamné à 1 247 ans de prison, et va purger sa peine dans le même pénitencier que celui des frères Dalton (qui préfèrent se tenir à l'écart du gamin dont ils craignent le « sale caractère »).
Après le départ de Lucky Luke, les citoyens, ayant appris des leçons du cow-boy, ont le courage de chasser de leur ville le célèbre bandit Jesse James, qui envisageait de s'établir chez eux.

## Personnages
- Lucky Luke
- Jolly Jumper
- Billy the Kid : gamin du genre « enfant gâté » coléreux, au nez retroussé et au visage parsemé de taches de rousseur ; il ne boit que du chocolat chaud et adore les caramels mous. Il sera finalement condamné à plus de 1 200 ans de travaux forcés. Il apparaîtra aussi comme personnage principal dans L'Escorte, et comme personnage secondaire dans Les Collines noires (1963), Jesse James (1969) et Belle Starr (1995). Le personnage est déjà apparu dans Lucky Luke contre Joss Jamon (1958), sous un aspect complètement différent.
- Josh Belly : directeur du journal Le Clairon, il ose résister à Billy et s'allie à Lucky Luke pour l'envoyer au bagne.
- M. Bonney : père de Billy, il lui administre une fessée lors de sa première attaque de diligence et le prive de dessert ;  il ajoute que cette privation sera appliquée à chaque nouvelle attaque, ce qui entraîne le départ de Billy.
- Kirk : voulant connaître les dernières nouvelles, Billy, illettré, lui demande de lui lire le journal, mais comme celui-ci appelle à la mobilisation contre Billy, Kirk préfère faire semblant de lire en improvisant un conte de fées.
- Sarah et Foster Rawson : épiciers du village, fournisseurs de caramels mous de Billy, qui les terrorise.
- Sam : barman du saloon, il ne sert que du chocolat chaud (sur ordre de Billy).
- Juge Elvis Yellowliver (« yellow liver » = « foie jaune », surnom des traîtres au Far West) : il acquitte Billy lors de son premier procès, mais lorsque ce dernier, neutralisé, comparaît une deuxième fois, il le condamne à 1 247 ans de travaux forcés, après neuf secondes de délibération.
- Will : conducteur de la diligence attaquée par Billy The Kid. Lucky Luke essaie de le convaincre de témoigner contre le bandit, mais Will préfère prendre sa retraite et quitter la région.
- Old Lead : typographe de Josh Belly, il démissionne après avoir lu l'appel à l'union des citoyens contre Billy que Luke voulait faire imprimer.
- Jesse James : desperado qui essaye de braquer l'épicier et qui se retrouve recouvert de goudron et de plumes.

## Historique
Billy the Kid fait déjà une apparition furtive dans Lucky Luke contre Joss Jamon, mais sous les traits d'un bandit adulte et bien bâti.
Une vignette montrant Billy bébé en train de téter un colt au lieu d'un biberon (case 6 de la page 3) sera censurée en 1962 lors de la deuxième édition, mais son aspect originel sera repris en 1981.

## Publication

### Revues
L'histoire est parue dans le journal Spirou, du no 1210 (22 juin 1961) au no 1231 (16 novembre 1961).

### Album
Éditions Dupuis, no 20, 1962. La couverture montre Lucky Luke donner une fessée à Billy The Kid devant Jolly Jumper qui rit alors que dans l'album, Luke donne une fessée à Billy devant des gens sans que Jolly les voie. Cette scène sans doute jugée inadaptée au jeune public a été supprimée dans l'épisode de la série de 1983 et dans l'épisode de la série  Les Nouvelles Aventures de Lucky Luke où Billy se fait arrêter avec les Dalton.

## Adaptations
Cet album a été adapté dans la série animée Lucky Luke, diffusée pour la première fois en 1984 où le chien Rantanplan apparait dans cet épisode.
Billy apparaît également dans la série d'animation Les Nouvelles Aventures de Lucky Luke.
Billy the Kid apparaît dans le film Lucky Luke (2009) de James Huth où il est interprété par Michaël Youn.
Le nom de Billy the Kid est mentionné par sa mère dans le film Les Dalton (2004) de Philippe Haïm.

## Sources
- www.bedetheque.com, « Lucky Luke » (consulté le 7 août 2008)
- www.lucky-luke.com, « Lucky Luke » (consulté le 7 août 2008)
- www.bdoubliees.com, « Parutions dans le journal de Spirou » (consulté le 7 août 2008)